# Christoph Conrad Weinmeister

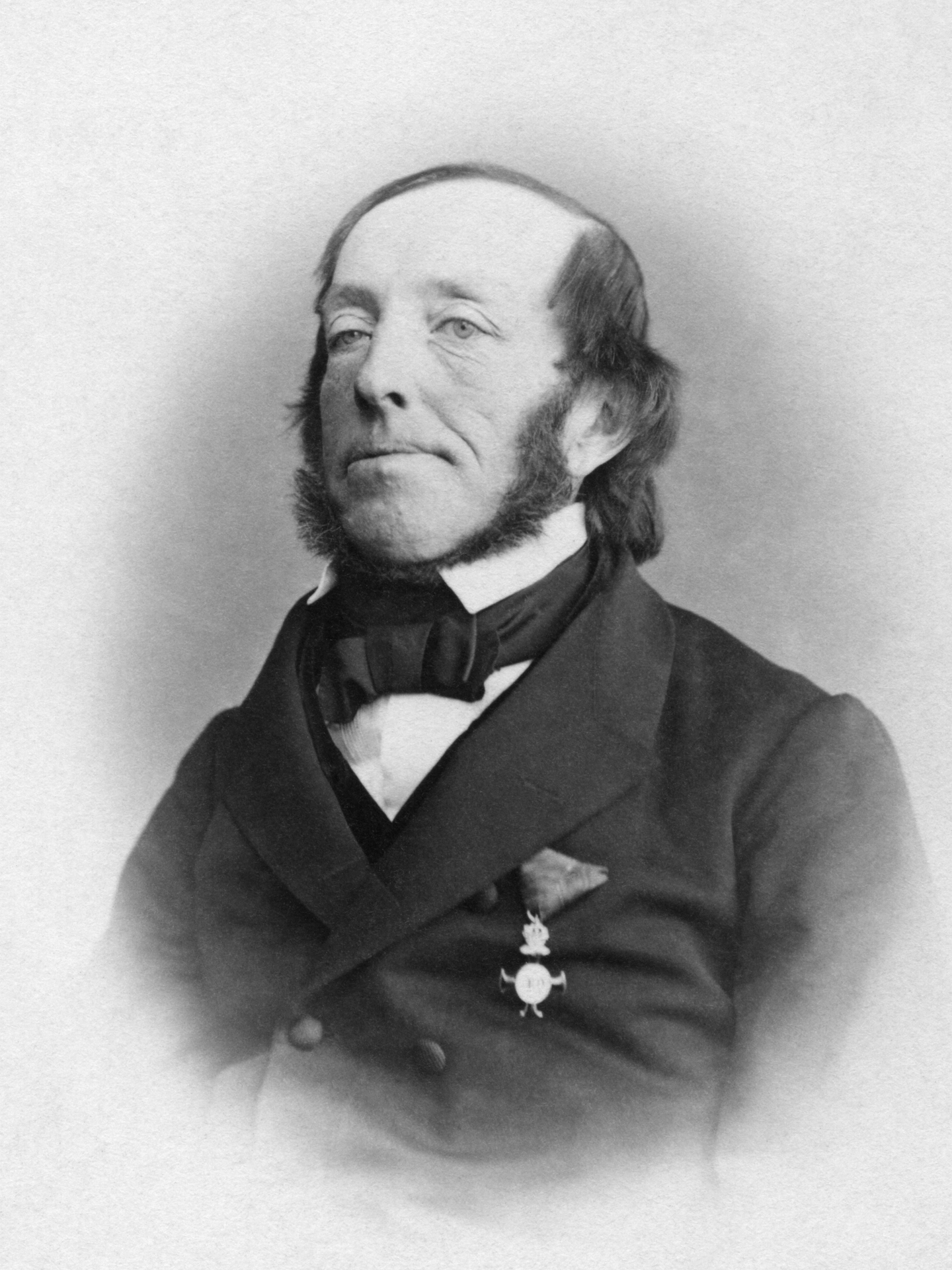
Christoph Conrad Weinmeister, Fotografie

Christoph Conrad Serafin Weinmeister (* 10. Mai 1810 in Spital am Pyhrn; † 11. Juni 1871 in Wasserleith, heute zu Sankt Marein-Feistritz) war ein österreichischer Sensenfabrikant und Industrieller.
Christoph Weinmeister wurde als zweiter von drei Söhnen des Sensengewerken Gottlieb II. Serafin Weinmeister und dessen Frau Caecilia M. Anna Seraphina Weinmeister, geb. Zeitlinger am Sensenwerk am vorderen Hasenberg (heute „Lindenhof“) in Spital am Pyhrn geboren.

## Leben und Wirken

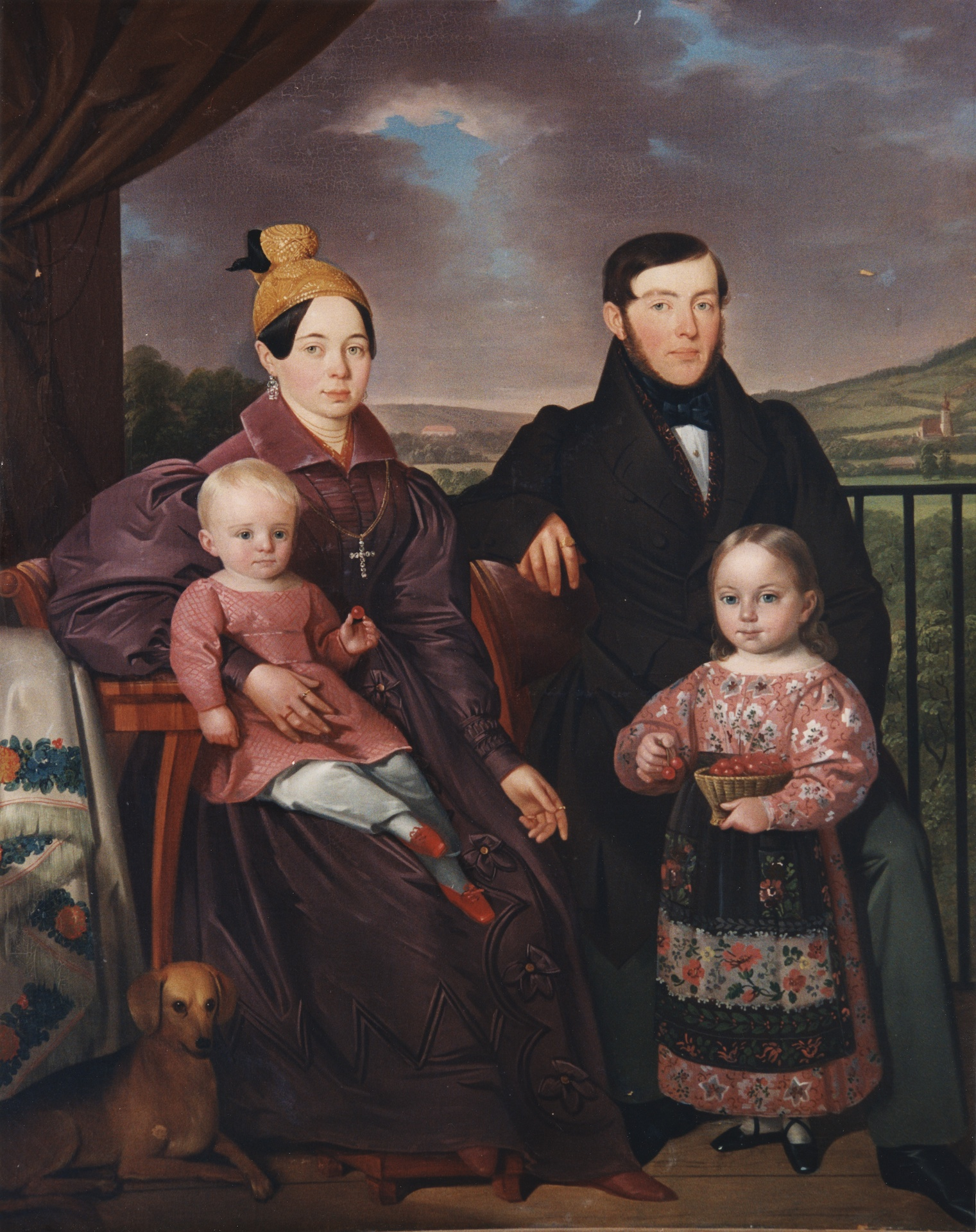
Christoph Conrad Weinmeister mit Frau Josefa und Kindern Carl und Theresia, um 1838 (F. X. Bobleter)

Am 3. Mai 1831 heiratete Christoph Weinmeister die ebenfalls aus einer Gewerkenfamilie stammende Josefa Serafina Moser und übernahm am 15. Mai des Jahres das Sensenwerk am Windfeld in Micheldorf. 1845 erbte er von seinem gleichnamigen Onkel das Sensenwerk Wasserleith in Sankt Marein bei Knittelfeld mit ausgedehntem Grund- und Waldbesitz. Zum umfangreichen Erbe gehörte neben dem „Gewerkenschlössl“ Wasserleith auch das nahegelegene Schloss Pranckh. Christoph Weinmeister übergab daraufhin 1846 sein Sensenwerk in Micheldorf seinem Bruder Michl Weinmeister und übernahm die Leitung des Sensenwerkes Wasserleith.
Bereits 1851 hatte er durch konsequente technische Innovation und Modernisierung die Sensenproduktion seines Unternehmens verdoppelt. Dabei verwendete er erstmals erfolgreich mineralische Kohle anstelle der damals üblichen Holzkohle als Brennstoff. Es folgten zahlreiche internationale Preise und Anerkennungen, beginnend mit der Pariser Weltausstellung 1855. Sämtliche Exponate seines Unternehmens wurden nach Ende der Weltausstellung in die Sammlung des Conservatoire des Arts et Métiers aufgenommen. Die jährliche Produktion war von 36.000 auf 160.000 Stück mehr als vervierfacht worden. 1873, kurz nach Weinmeisters Tod, erzeugten 80 Mitarbeiter etwa 200.000 Sensen jährlich.
Christoph Weinmeister war ein bedeutender Vorkämpfer für die Einführung eines wirksamen Fabriksmarkenschutzes, ein Ziel, das mit dem ersten österreichischen Markenschutzgesetz von 1858 und späteren internationalen Markenschutzabkommen zumindest teilweise erreicht werden konnte.
Weinmeister war wegen seiner Verdienste um die österreichische Industrie Träger des goldenen Verdienstkreuzes mit der Krone.
Seiner Ehe mit Josefa Moser entstammten 13 Kinder. Die Söhne Franz, Gottlieb und Michael Weinmeister übernahmen gemeinsam die Wasserleith. Die übrigen Kinder heirateten nach Möglichkeit standesgemäß „in die Zunft“: Die Töchter Theresia und Anna Weinmeister heirateten – nacheinander – den Sensengewerken Caspar Zeitlinger in der Blumau. Rosine Weinmeister heiratete einen Bruder Caspar Zeitlingers, den Sensengewerken Ludwig Zeitlinger in der Schmiedleithen. Carl Weinmeister heiratete wiederum eine Schwester Caspar und Ludwig Zeitlingers, Josefine Zeitlinger, und wurde Sensengewerke am Oberhaindl in Micheldorf.

## Werke
- Christoph Weinmeister: Gesammelte Daten über die Nützlichkeit und Nothwendigkeit des Firmen- und Werkszeichen-Schutzes. In: Verhandlungen des niederösterreichischen Gewerbe-Vereins. Wien 1856, S. 64, Google Books.

## Ehrungen und Auszeichnungen
- K.k. privilegierter Sensenfabrikant

- Ehrenmünze der Allgemeinen deutschen Industrie-Ausstellung in München (1854)[2]

- Goldene Ehrenmedaille der Pariser Weltausstellung (1855)[3]

- Goldenes Verdienstkreuz mit der Krone (1862)

- Goldene Medaille der Pariser Weltausstellung (1867)[4]

- Goldene Medaille der Ausstellung von Erzeugnissen der Land- und Forstwirtschaft, des Bergbaues, des Hüttenwesens, der Industrie und Kunst in Graz (1870)[5]